# San Francisco de Opalaca
San Francisco de Opalaca è un comune dell'Honduras facente parte del dipartimento di Intibucá.